# Заса

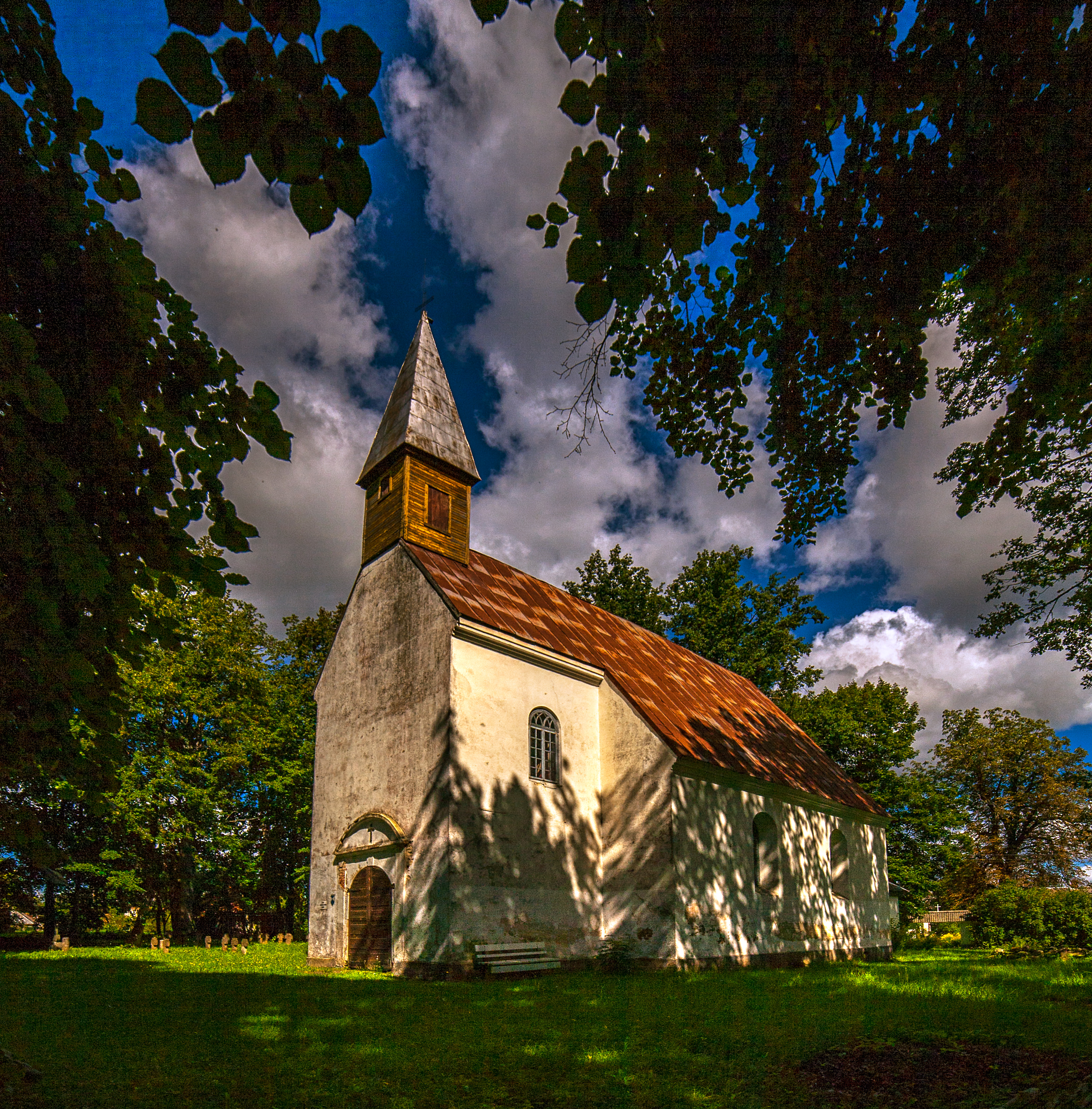
Лютеранская церковь

Заса (латыш. Zasa) — населённый пункт в Екабпилсском крае Латвии. Административный центр Засской волости. Находится у региональной автодороги P72 (Илуксте — Бебрене — Биржи). Расстояние до города Екабпилс составляет около 35 км. По данным на 2016 год, в населённом пункте проживал 361 человек. Есть волостная администрация, средняя школа, филиал Екабпилсского художественного училища, детский центр, дом культуры, библиотека, гостевой дом, практика семейного врача. Лютеранская церковь села Заса, построенная в 1750 году, является памятником архитектуры.

## История
Село находится на территории бывшего поместья Заса, которое получила название по фамилии владевшим им в XVIII веке Генриха фон Заса.
В советское время населённый пункт был центром Засского сельсовета Екабпилсского района. В селе располагалась центральная усадьба совхоза «Заса». Через село проходила линия узкоколейной железной дороги (ныне разобрана).